# Orion Publishing Group
Orion Publishing Group è una casa editrice con sede nel Regno Unito. È stata fondata nel 1991 e l'anno successivo ha acquisito Weidenfeld & Nicolson. Il gruppo ha pubblicato numerosi libri bestseller di autori importanti tra cui Ian Rankin, Michael Connelly, Nemir Kirdar e Quentin Tarantino.

## Storia
Orion Books fu lanciata nel 1992, con l'acquisizione delle attività degli editori Chapman l'anno successivo. Nello stesso anno (1993), Orion acquisì un centro di magazzinaggio e distribuzione chiamato Littlehampton Book Services (LBS), con sede nel Sussex, nel Regno Unito. La maggioranza del capitale azionario di Orion è stata venduta a Hachette Livre nel 1998, prima che Hachette Livre diventasse l'unico proprietario del gruppo editoriale Orion nel 2003. Nel dicembre 1998 Orion ha acquisito la casa editrice Cassell, che a sua volta aveva acquisito Victor Gollancz Ltd. Questo marchio editoriale divenne parte del gruppo Orion. Dopo l'acquisizione di Hodder Headline, venne costituita Hachette UK, con Orion come suo componente più grande.

## Marchi
- Gollancz
- Laurence King Publishing
- Orion Business
- Orion Fiction
- Orione Spring
- Phoenix Books
- Seven Dials
- Trapeze
- Weidenfeld & Nicolson

Orion Children's Books è un marchio di Hachette Children's Group.
Il gruppo distribuisce anche libri per la casa editrice indipendente Halban.

## Distribuzione
Libri distribuiti tramite Littlehampton Book Services.